# Amt Dömitz-Malliß
Het Amt Dömitz-Malliß is een samenwerkingsverband van 7 gemeenten in de Landkreis Ludwigslust-Parchim van de Duitse deelstaat Mecklenburg-Voor-Pommeren. De bestuurszetel bevindt zich in de stad Dömitz.

## Gemeenten
1. Dömitz, stad * (2.990)
2. Grebs-Niendorf (536)
3. Karenz (225)
4. Malk Göhren (402)
5. Malliß (1.072)
6. Neu Kaliß (1.955)
7. Vielank (1.262)